# Victor Fleischer

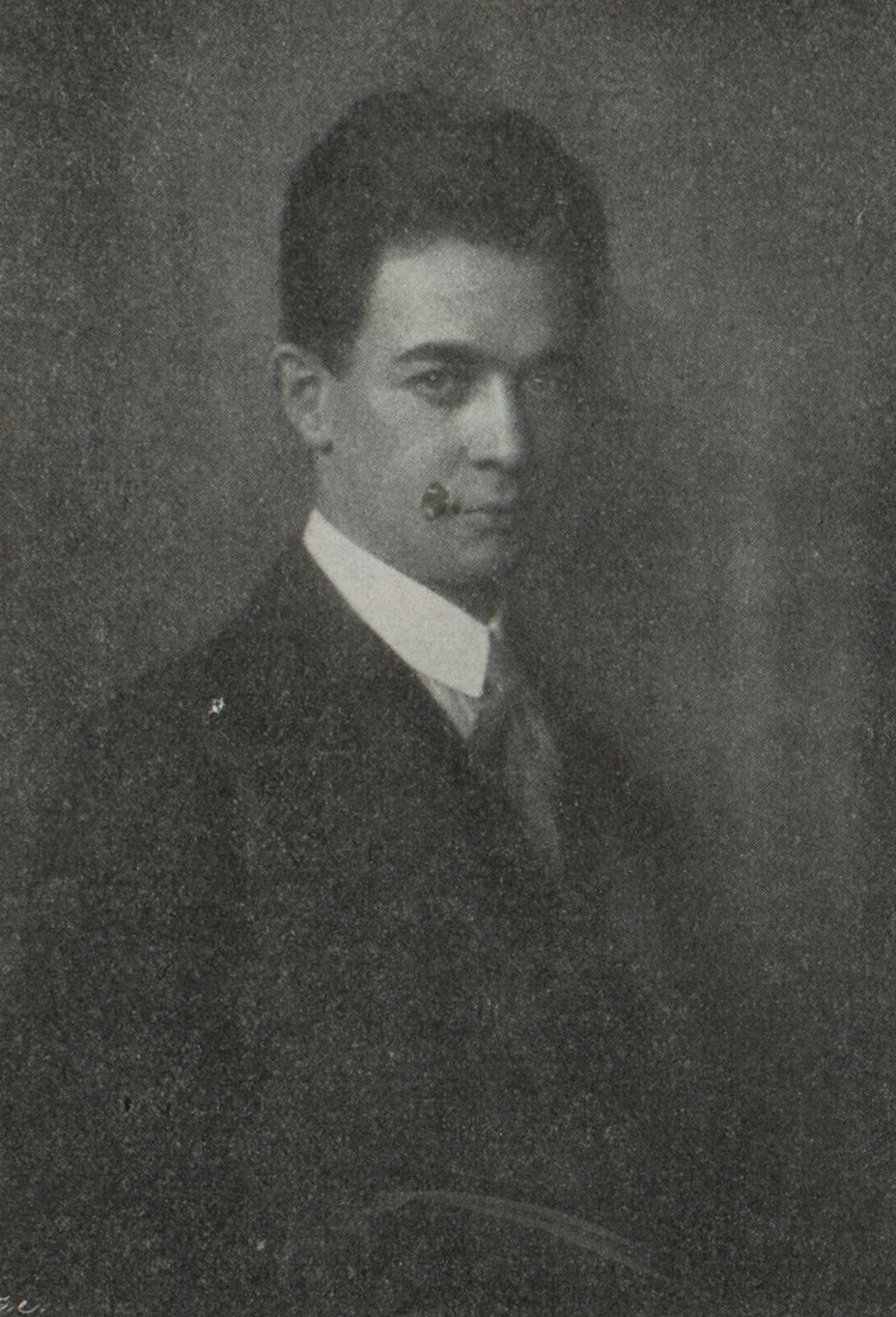
Victor Fleischer, um 1917

Victor Fleischer (* 12. September 1882 in Komotau, Österreich-Ungarn; † 1. Januar 1951 in London) war ein böhmisch-österreichisch-deutscher Kunsthistoriker, Schriftsteller und Verleger.

## Leben
Victor Fleischer war nach Max Fleischer (1880–1941) der zweite Sohn des in Komotau wohnhaften jüdischen Arztes (»Sanitätskonsulent der Österreichischen Staatsbahnen«) Eduard Fleischer (1848–1914) und seiner Ehefrau Therese, geb. Kohn.  Fleischer studierte Philosophie und Kunstgeschichte in Leipzig sowie zeitgleich am dortigen Konservatorium Musik (1901–1902). In München und Wien setzte er seine Philosophie- und Kunstgeschichtsstudien fort (u. a. bei Max Dvořák), am 16. März 1906 erfolgte an der Universität Wien seine Promotion zum Dr. phil. Anschließend trat er in Wien als Archivar in die Dienste des Fürstenhauses von und zu Liechtenstein. Seit seinen Studientagen verband ihn eine Freundschaft mit Stefan Zweig und Alberto Stringa, ferner mit Felix Braun und Hugo Salus. Ende 1910 übersiedelte er nach Berlin, 1920 wurde er mit dem Bauernfeld-Preis der österreichischen Regierung ausgezeichnet. 1920 gründete er in Frankfurt am Main die Frankfurter Verlags-Anstalt, die er bis 1926 leitete. Nach deren Zusammenschluss mit dem Julius Bard Verlag lebte er wieder als freier Schriftsteller in Berlin, von wo aus er 1935 nach London emigrierte.
Verheiratet war er mit der Schauspielerin und Regisseurin Leontine Sagan (1889–1974).

## Veröffentlichungen (Auswahl)

### Erzählungen und Novellen
- Das Steinmetzendorf. Eine Erzählung aus dem Erzgebirge. Deutsche Verlags-Anstalt, Stuttgart/Leipzig 1906.
- Die Handschrift des Bruders Engelbert. Axel Juncker, Berlin 1908.
- Leute vom Dorf. Erzählungen. Hillger, Berlin/Leipzig 1909.
- Bauerngeschichten. (Reclams Universal-Bibliothek 5062). Reclam, Leipzig 1909.
- Das Steinmetzendorf. Erzählung.  Meyer & Jessen, Berlin
- Zehn Geschichten vom Löffler und seinen Nachbarn. Meyer & Jessen, Berlin 1912.
- Der Himmel voller Wolken. F. W. Grunow, Leipzig 1916.
- Tierfabeln des klassischen Altertums. Ausgewählt und erzählt von Victor Fleischer. Mit 24 Originallithographien und Buchschmuck von Ludwig Heinrich Jungnickel. Kunstverlag Anton Schroll, Wien 1919 (Digitalisat im Internet Archive).
- Der Sammler. Novelle. E. P. Tal & Co., Leipzig/Wien/Zürich 1920.
- Absturz. Rütten & Loening, Frankfurt/M. 1925.

### Romane
- Wendelin und das Dorf. Meyer & Jessen, Berlin 1911.
- Der Wirt vom Berg. Friedrich Wilhelm Grunow, Leipzig 1914.
- Im Krug zum grünen Kranze. Friedrich Wilhelm Grunow, Leipzig 1915.
- Der Haupttreffer-Michl: Ein heiterer Roman. Friedrich Wilhelm Grunow, Leipzig 1917.
- Frau Monica und ihre Töchter: Roman. Friedrich Wilhelm Grunow, Leipzig 1919.

### Bühnenwerke
- Kollega Eisenhart. Komödie. Grunow, Leipzig 1916 (Digitalisat im Internet Archive)

### Monographien
- Maler am Hofe Leopolds I. (Diss. phil.). Universität Wien, Wien 1905.[7]
- Fürst Karl Eusebius von Liechtenstein als Bauherr und Kunstsammler (1611–1684). Stern, Wien/Leipzig 1910.
- Johann Joachim Winckelmann (Hrsg.): Geschichte der Kunst des Altertums. Meyer & Jessen, Berlin-Wien 1913.
- Rienzo, the Rise and Fall of a Dictator. Aiglon Press, London 1948 (Digitalisat im Internet Archive).
- Stift Börstel und seine Kirche. Deutscher Kunstverlag, München/Berlin 1965.

### Aufsätze
- E. M. Lilien. In: Westermanns Monatshefte, Bd. 104, Heft 620 (Mai 1908), S. 211–219 (Digitalisat im Internet Archive)
- Alois Riegl. Das Werk eines Wiener Gelehrten. In: Erdgeist. Illustrierte Wochenschrift, 3. Jg. (1908), S. 664 ff.
- Alberto Stringa. Maler. In: Erdgeist. Illustrierte Wochenschrift, 4. Jg. (1909), S. 209 f.
- Max Švabinsky. In: Die Kunst für alle, Nr. 30 (1914/15), S. 433–440 (Digitalisat bei „Heidelberger historische Bestände – digital“ der Universität Heidelberg)
- Der Teufel als Dramatiker. In: Henry Clay Smith (Hrsg.): Zehn Jahre Neues Theater zu Frankfurt a. M. Voigt & Gleiber, Frankfurt/M. 1921, S. 36 f.